# Maṅgala Sutta
 Maṅgala Sutta ou  Maṅgalasutta  est un sutta qui fait partie de deux  recueils, le Khuddakapāṭha  et le Sutta Nipāta , eux-mêmes faisant partie du  Khuddaka Nikaya, la 5e partie du Sutta  Pitaka.
Il est généralement admis, par la plupart des orientalistes  et moines traducteurs, qu’il date de la période du bouddhisme ancien.
Il est évoqué dans deux chapitres du Mahavamsa, une des chroniques  relatant l’histoire des souverains de l’ancien royaume de Ceylan.
C’est l’un des suttas récités quotidiennement dans le cadre du rituel theravāda.
Composé de douze versets, il met en scène le Bouddha historique, qui répond à une question posée par un deva  au sujet des «bénédictions».
Plusieurs traductions en anglais ont été réalisées, toutes dans le cadre de l’ensemble du Sutta Nipāta, entre autres par: les moines theravāda Ṭhānissaro Bhikkhu (en), (1997), Laurence Khantipalo Mills (2015), Bhikkhu Bodhi (2017) et l’orientaliste   britannique Robert Chalmers (1932).
Il y a deux traductions en français : l’une due au moine  srilankais Walpola Rahula (1961), l’autre faite à partir de celle en anglais de Ṭhānissaro Bhikkhu  précédemment mentionnée . 

## Titre
Maṅgala Sutta ou Maṅgalasutta, Mahāmaṅgala Sutta ou encore   Mahā Maṅgala sutta , est composé de : « Maṅgala  » qui signifie  « bénédiction   », « félicité », « bonheur », « prospérité » (en pāli et en sanskrit) et de « sutta » (pāli ; sanskrit IAST : sūtra) signifiant « aphorisme », « fil », « cordon sacré » « traité de rituel ou d'enseignement canonique »   ou encore « discours » du bouddha historique.
Les traductions du titre en anglais diffèrent selon les traducteurs, dont entre autres : «The Boon of Boons (La Bénédicton des Bénédictions)» par Robert Chalmers; «The Supreme Good Omens (Les  Bons Présages Suprêmes)», Laurence Khantipalo Mills; «Protection (Protection)», Ṭhānissaro Bhikkhu.
Les deux traductions en français proposent également des titres différents: celle de Walpola Rahula, « Les Bénédictions » et celle de Ṭhānissaro Bhikkhu, « La plus haute protection ».
Ce sutta figure dans deux recueils  du Khuddaka Nikaya (la 5e partie du Sutta  Pitaka) du  bouddhisme théravāda :
- dans le Khuddakapāṭha (Khp.5), sous le titre «Maṅgala Sutta»;
- dans le Sutta Nipāta (Sn.II.4), titre: «Mahāmangala Sutta».

## Datation
L’orientaliste japonais Hajime Nakamura  et  le moine theravāda américain Bhikkhu Bodhi, estiment que le Sutta Nipāta, dont fait partie le Maṅgala Sutta, est un recueil datant du bouddhisme originel,.
Le moine theravāda américain  Ṭhānissaro Bhikkhu  est moins catégorique, considérant  quant à lui  qu’aucun élément ne permet de conclure avec certitude  qu’il s’agit de textes du bouddhisme primitif, sans toutefois en exclure la possibilité.
Un élément permet de supposer que le sutta date effectivement  de cette période: l’entrée en matière du texte est  « Ainsi ai-je entendu » (pāli : evaṃ me sutaṃ; sanskrit IAST: evaṃ mayā śrutaṃ; anglais: Thus have I heard.), formule que la tradition attribue à Ānanda, qui l’ aurait prononcée lors du premier concile bouddhique, un an après la mort du Bouddha Gautama, au VIe ou au Ve siècle av. J.-C.,.
Seule certitude concernant la datation du sutta: vers 140 av. J.-C. le roi cinghalais Dutugemunu a ordonné qu’une représentation du Bouddha récitant le Mahāmaṅgalasutta figure dans la chambre des reliques du Grand Stūpa Ruwanwelisaya (voir détails section suivante).

## Évocation historique

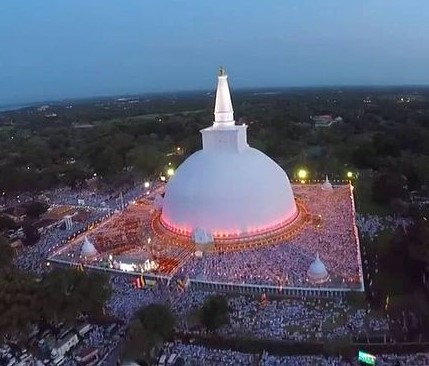
Le Grand Stūpa Ruwanwelisaya, construit durant le règne du roi
Dutugemunu vers 140 av. J.-C.
Dans la chambre des reliques, il y a une représentation du Bouddha récitant le Mahāmaṅgala Sutta.

Le Maṅgala Sutta est mentionné dans deux chapitres du Mahavamsa, une des chroniques relatant l’histoire  des souverains de l’ancien royaume de Ceylan, l’actuel Sri Lanka. Bien que celle-ci ne fasse pas partie du canon bouddhique, les passages dans lesquels le sutta est évoqué  sont cités  ci-après.
Contexte historique: Vers 140 av. J.-C. (ce qui  confirme l’ancienneté du sutta), le roi Dutugemunu , souverain de l’ancien  Royaume d'Anurādhapura a  fait construire le   Grand Stūpa Ruwanwelisaya, lequel est censé renfermer des reliques du Bouddha. Le roi supervisa lui-même les travaux, notamment ceux de la chambre dans laquelle celles-ci seraient conservées, dont il est question dans l'un des chapitres cités.
- Mahavamsa. Chapitre XXX . La Chambre des reliques (verset 83).
Les travaux sont en cours d’achèvement. Le roi donne des instructions concernant les étapes de la vie du Bouddha qu’il souhaite voir représentées dans la décoration:

« Devront figurer : les événements  des sept semaines, la mise en mouvement de la roue de la doctrine, (…),  la visite au roi  Bimbisāra, (…),  le miracle au pied du manguier de Jetavana, (…)  l’enseignement du  Mahāmaṅgalasutta  (…). »

- Mahavamsa. Chapitre XXXII . Le Paradis Tusita (verset 43).
La scène se passe au monastère de Lovamahapaya (en).  Le roi Dutugemunu participe à une célébration un jour d’ uposatha. Il a annoncé qu'il réciterait  le Maṅgalasutta à la place du moine supérieur, mais finalement y renonce :

« Ayant entendu dire qu'une offrande consistant en une prédication  de la doctrine  est plus importante qu'un don consistant  en richesses terrestres, je me suis  assis sur le siège du vénérable,  au milieu de l’assemblée, afin de réciter  le Maṅgalasutta. Mais au moment de commencer,  je n’ai pas osé faire ainsi, par respect pour le sangha. »

Remarque: Dans le chapitre XXX.34, il est fait mention du «Mahāmaṅgalasutta» et dans le XXXII.22 du «Maṅgalasutta».

## Dans le rituel theravāda
Il fait partie du service liturgique theravāda . C’est l’un des trois textes parmi les plus célèbres du canon pāli (les deux autres étant étant le «Metta Sutta» (Sn.I.8) et le  «Ratana Sutta» (Sn. II.1), aussi inclus dans le Sutta Nipāta). Ils sont récités quotidiennement  dans le cadre rituélique.

## Résumé
Le Maṅgala Sutta est un texte court  qui ne compte que douze versets, numérotés  258-269 (ou 261-272, dans certaines traductions) parmi les 1429 qui forment l’ensemble du Sutta Nipāta. Il est rédigé en vers et peut être résumé comme suit:
- Phrase introductive présentant la situation.
-Verset 258 (ou 261): Un deva, s’adresse au Bouddha pour  lui demander d’expliquer en quoi consiste les « bénédictions » (maṅgalāni) en ce monde;
-Versets 259-268 (ou 262-271): Dans sa réponse le Bouddha  en  énumère trente-huit, regroupées par trois, quatre ou cinq et réparties dans chacun des dix versets. Il dit que tout acte, tout effort  accompli dans l'observance des préceptes qu’il a enseignés est une « bénédiction », de même que de ne pas s’attacher aux illusions mondaines;
-Verset 269 (ou 272): Il conclut  que le bonheur résultant de l’observation de ces principes est aussi une «grande bénédiction».

## Traductions
- En anglais

Toutes les traductions du Maṅgala Sutta ont été effectuées dans le cadre de l'ensemble du Sutta Nipāta, entre autres par:
- les moines theravāda : australien, Laurence Khantipalo Mills (2015) et américains, Thānissaro Bhikkhu (2016), Bhikkhu Bodhi (2017);
- l’indianiste britannique Robert Chalmers (1932).
- En français

Il y a au moins deux traductions en français:
- celle réalisée par le moine theravāda  srilankais Walpola Rahula, dans L’enseignement du Bouddha, d'après les textes les plus anciens (1961);
- celle réalisée  à partir de la traduction en anglais de Ṭhānissaro Bhikkhu (mentionnée ci-dessus), non publiée sur support papier, accessible seulement en ligne.
Elles sont reproduites ici:
- Walpola Rahula  (1961)[23]:

« Mangala-Sutta. Les bénédictions.

Ainsi ai-je entendu.

Une  fois, alors que le Bienheureux demeurait dans le monastère d’ Anāthapiṇḍada au  Parc Jeta dans la cité de Sāvatthī, un dieu d’une radieuse beauté apparut vers minuit, s’approcha du Bienheureux et le saluant avec respect, se tint debout  à son côté. Alors, s’adressant au Bienheureux il dit : « Nombreux sont les dieux et les hommes qui discutent sur les bénédictions qui donnent le bonheur. Pour ceux qui cherchent  à connaître les véritables choses bienfaisantes, je vous en prie, veuillez expliquer les bénédictions. »

Et le bouddha dit ceci :

Ne pas être associé aux fous, mais s’associer aux sages, rendre hommage  à  ceux qui méritent d’être honorés,
Cela est une grande bénédiction.  (v.259)

Vivre dans un endroit qui procure de nombreux avantages, avoir le bénéfice de mérites accomplis antérieurement, développer convenablement son caractère,
Cela est une grande bénédiction.  (v.260)

Être instruit en science et en art, être discipliné et cultivé, dire des paroles justes,
Cela est une grande bénédiction.  (v.261).

Prendre soin de ses parents, bien traiter sa femme et ses enfants, accomplir des actions justes,
Cela est une grande bénédiction.   (v.262)

Être charitable, se conduire honnêtement,  avoir soin de sa famille, accomplir de bonnes actions,
Cela est une grande bénédiction.   (v.263)

S'abstenir du mal, renoncer aux intoxiquants, être vigilant dans le bien,
Cela est une grande bénédiction.   (v.264)

Se conduire avec humilité et douceur, être content et reconnaissant, entendre la Loi au juste moment,
Cela est une grande bénédiction.   (v.265)

Être patient, être courtois, rechercher la compagnies des moines (sages), parler de la Loi au juste moment,
Cela est une grande bénédiction.  (v.266)

Être restreint, mener une vie pure, avoir la vision intérieure profonde des Nobles Vérités, avoir la compréhension absolue du Nibbāna,
Cela est une grande bénédiction.  (v.267)

Étant touché par les conditions du monde et demeurer avec un esprit inébranlable, être libre de chagrin, d’attachement et de peur,
Cela est une grande bénédiction.  (v.268)

Ceux qui suivent ces principes, ceux-là ne seront jamais vaincus, mais ils iront toujours vers le bonheur  et pour eux
Cela sera  une grande bénédiction.  (v.269). »

- Ṭhānissaro Bhikkhu  (2016)[24]:

«  Maha-Mangala Sutta.  La plus haute protection.
J'ai entendu qu'une fois le Béni du Ciel demeurait à Savatthi au bosquet de Jeta, le parc d'Anathapindika. C'est alors qu'une certaine devī, au bout de la nuit, sa radiance extrême illuminant l'entièreté du Bosquet de Jeta, s'approcha du Béni du Ciel.
 En s'approchant, s'étant inclinée devant lui, elle se tint d'un côté. Se tenant d'un côté, elle s'adressa à lui en vers :
- La devī: De nombreux devas et êtres humains sont préoccupés de protection,
désireux [qu'ils sont] de bien être.
Dis donc quelle est la plus haute protection. (v.258)
-Le Bouddha:
Ne pas s'associer aux sots, s'associer aux sages, rendre hommage à ceux qui sont dignes d'hommage:
Voilà quelle est la plus haute protection. (v.259)

Vivre dans un pays civilisé, ayant acquis du mérite par le passé, se comporter correctement:
Voilà quelle est la plus haute protection. (v.260)

Grandes connaissances, habileté, discipline bien maîtrisée, paroles dites à bon escient:
Voilà quelle est la plus haute protection. (v.261).

Soutien pour ses parents, assistance à son épouse et ses enfants, consistance dans son travail:
Voilà quelle est la plus haute protection. (v.262)

Générosité, vivre dans la rectitude, assistance à ses proches, actes sans blâme:
Voilà quelle est la plus haute protection. (v.263)

Éviter, s'abstenir du mal, se retenir de consommer des intoxicants, être attentif aux qualités de l'esprit:
Voilà quelle est la plus haute protection. (v.264)

Respect, humilité, contentement, gratitude, entendre le Dharma dans les bonnes occasions:
Voilà quelle est la plus haute protection. (v.265)

Patience, calme, regarder les contemplatifs, discuter du Dhamma dans les bonnes occasions:
Voilà quelle est la plus haute protection. (v.266)

Austérité, célibat, voir les Nobles Vérités, réaliser la délivrance:
Voilà quelle est la plus haute protection. (v.267)

Un esprit qui, lorsqu'il est touché, par les manières du monde, reste inébranlé, sans chagrin, sans poussières, au repos:
Voilà quelle est la plus haute protection. (v.268)

Partout invaincus, quand ils agissent ainsi, les gens vont partout dans le bien-être:
Voilà quelle est leur plus haute protection. (v.269) »

Remarque : Walpola Rahula  a traduit l’entrée en matière du sutta  par : «Ainsi ai-je entendu.», la formule la plus couramment employée, et Ṭhānissaro Bhikkhu par: «J'ai entendu qu'une fois…», formule alternative moins fréquemment utilisée.